# 卡巴斯基實驗室
卡巴斯基实驗室（俄語：Лаборато́рия Каспе́рского）是一間電腦安全公司，其總部位於俄羅斯莫斯科。卡巴斯基實驗室由過去曾在蘇聯國家安全委員會擔任密碼分析研究員的尤金·卡巴斯基等人於1997年成立。於英國、法國、德國、荷蘭、波蘭、羅馬尼亞、日本、中国大陆、韓國和美國、台灣設有地區分公司。

## 分布

### 六大区域
卡巴斯基實驗室主要分布于西欧、北美、新兴市場、亚洲、俄罗斯、日本。

### 卡巴斯基区域办公室
注:粗体部分是总部。
| 所在洲 | 国家/地区 |
| ------ | --- |
| 亚洲   | 中國、 香港、 印度、 以色列、 日本、 马来西亚、 臺灣、 土耳其、 阿联酋                                          |
| 大洋洲 | |
| 北美洲 | 加拿大、 墨西哥、 美国                                                                                          |
| 南美洲 | 巴西 |
| 欧洲   | 奥地利、 德国、 法國、 義大利、 荷蘭、 波蘭、 葡萄牙、 羅馬尼亞、 俄羅斯、 西班牙、 瑞典、 瑞士、 乌克兰、 英國 |
| 非洲   | 南非 |

### 卡巴斯基透明中心
西班牙、 加拿大、 瑞士、 巴西、 马来西亚
卡巴斯基实驗室于2018年5月15日官网宣布，把原本位於俄罗斯的核心架构移至瑞士，包括软体组装生产线，以及储存与处理Kaspersky Security Network资料的服务器，並在瑞士苏黎世建立卡巴斯基首座透明化中心。

## 產品
1999年，卡巴斯基實驗室首次將反病毒軟件集成於運行Linux/FreeBSD操作系統的工作站、文件伺服器和應用伺服器。卡巴斯基提供数个安全产品，覆盖企业和家庭用户，包括卡巴斯基網路安全軟體（KIS）和卡巴斯基防毒軟體（KAV）。

## 競爭
卡巴斯基實驗室在端點安全市場的競爭對手有Avast!、Avira、AVG、BitDefender、BullGuard、ESET NOD32、F-Secure、McAfee（前Intel Security）、熊貓安全公司、Sophos、賽門鐵克、趨勢科技、奇虎360、Webroot等其他產品。

## 相關爭議

### 訴訟
2007年5月，廣告軟件分銷商Zango以商業誹謗起訴卡巴斯基實驗室，稱其阻塞Zango軟件的安裝。同年8月，法院裁定，基於通信規範法，授予卡巴斯基實驗室豁免權。
2008年12月，德州信息保護和認證（IPAT）針對程序和數據的監控技術以專利侵權為理由起訴卡巴斯基實驗室和其他34家IT及防毒軟件公司。卡巴斯基實驗室是這35家企業中唯一與其所抗衡的企業（其他巨頭企業包括微軟、賽門鐵克、邁克菲等）。2012年6月，經過三年多的對抗和訴訟，美國德克薩斯州東部區地區作出有利於卡巴斯基實驗室的裁決後後，IPAT才勉強承認失敗。此外，法院接受了'with prejudice'的裁決請求，意味著IPAT不能針對這項專利向卡巴斯基實驗室提出任何的索償。
2012年5月，位於德克薩斯州一家“專利權力主張實體”Lodsys公司對55家美國公司提出了專利訴訟。Lodsys聲稱，這些公司在收集用戶對產品的意見時涉及一至四項專利的侵權，包括購買，電腦應用程序升級。其中，51間公司同意庭外和解。其餘的被告起初決定反對訴訟，但可惜在審判聽證會開始的10天前放棄。卡巴斯基實驗室是唯一留下來維護自己權利的公司。2013年9月30日，法院批准了Lodsys申請撤回索賠的請求，訴訟因有偏見被駁回。

### 黑客攻击事件
2015年6月，卡巴斯基实验室宣布，其公司系统及官网遭到黑客攻击，黑客的身份极有可能代表某个国家政府组织。卡巴斯基实验室称这次攻击使用了三种先前未知的“零日漏洞”，并承认黑客获取了一些文件。卡巴斯基实验室CEO尤金·卡巴斯基在其博客中表示，他相信这些攻击的目的是为了窃取卡巴斯基的最新技术。

### 美国
多年以来，美国多次指称俄罗斯黑客入侵美国系统、甚至干扰美国总统大选，情报部门也一直在调查卡巴斯基实验室与俄罗斯政府可能存在的联系。
2017年9月13日，美国国土安全部下令所有联邦机构禁止使用卡巴斯基实验室生产的软件，原因是“俄罗斯政府方面可能进入该系统”。2017年12月，在2018年度国防授权法案（NDAA）中新增禁令，禁止所有联邦部门使用卡巴斯基公司制作、参与或者主导的类似产品、服务。受舆论压力，卡巴斯基也于早前的12月7日关闭向政府部门销售产品的华盛顿办公室，不过产品继续向美国非联邦客户销售。
2022年3月26日，俄烏戰爭之際美國聯邦通信委員會再將卡巴斯基列為黑名單。
2024年6月20日，拜登政府宣布，禁止俄羅斯卡巴斯基實驗室製造的防毒軟體在美國銷售，理由是卡巴斯基的美國大客戶包括重要基礎設施業者、州政府與地方政府，長期以來人們擔憂這家軟體公司會構成重大國安威脅。將今年9月29日生效，以便企業有時間尋找替代品。卡巴斯基在美國新業務也將在限令公布後30天內封鎖。
2024年7月20日，俄羅斯網絡安全公司與防毒軟體供應商卡巴斯基實驗室將開始關閉其在美國的業務。

### 加拿大
2023年10月30日，加拿大決定禁止在政府发放的移动设备上使用卡巴斯基軟體。

### 欧洲联盟
2018年6月19日，歐盟決議禁用“被證實為惡意”的卡巴斯基軟體。
2019年4月16日，歐盟引述德、法及比利時政府的文件，指出未發現防毒廠商卡巴斯基為俄國執行竊密的證據，各單位有權決定要不要卡巴斯基產品。

## 外部連結
- Лаборатория Касперского （页面存档备份，存于）（俄文）
- Kaspersky Lab（页面存档备份，存于）（英文）
- 卡巴斯基实验室 （页面存档备份，存于）（简体中文）
- 卡巴斯基實驗室 （页面存档备份，存于）（繁體中文）